# Батурины
Батурины —  древний русский дворянский род, из рязанских бояр.
При подаче документов (07 мая 1686), для внесения рода в Бархатную книгу, была предоставлена родословная роспись Батуриных и две царские жалованные грамоты (1614) Леонтию Микуличу Батурину на село Малечкино и пустошь Чуриково в Городском стане и Меньшому Микуличу Батурину на сельцо Русановское и четверть Уваровское в Пыренской волости, пустоши Сопрыкино в Сущевском стане Малоярославецкого уезда.
Род записан в VI-ю часть родословных книг Тамбовской, Рязанской (1815), Московской и Владимирской губерний.

## Происхождение и история рода
По поздней родословной "сказке", не заслуживающей доверия, и по официальной версии польских историков и генеалогов, род происходит от предка Батугерда, в крещении Дмитрия, который с двумя братьями Зениславом (родоначальник Бакуниных) и Антипатром выехали «из немец из венгерской земли к великому князю московскому Василию Ивановичу и пожалованы имениями на Рязани» (1492).  Потомок Батугерда, прозванным Батуриным, дал роду фамилию.
Иван Михайлович был воеводой в походах шведском (1549), полоцком (1551). Григорий Петрович воевода (1558). Опричником Ивана Грозного числился Семейка Михайлович Батурин (1573).
В XVII веке Батурины служили в стряпчих, стольниках и дворянах московских.
Одиннадцать Батуриных владели населёнными имениями (1699).
В Малороссийском дворянстве известны два рода: Батуринцы и Батурские, различных гербов.

## Описание гербов

#### Герб. Часть V. № 42.
В серебряном поле изображено стоящее на зелёной траве дерево, слева к нему подходит слон. На дереве — княжеская шапка, из которой выходит рука в латах с поднятым мечом.
Герб увенчан дворянским шлемом с дворянскою на нём короною и тремя страусовыми перьями. Намёт на щите серебряный, подложенный красным. Щитодержатели: два дикаря, вскинувшие на плечи дубины.

#### Малороссийский гербовник
1. Герб потомства знатного войскового товарища Давыда Батуринца, получившего (11 июня 1688) универсал гетмана Мазепы на село Архиповку: в голубом поле щита три чёрных охотничьих рога в звезду. Нашлемник: две опрокинутых охотничьих трубы (изм. польский герб Тромбы).
2. Герб потомства знатного войскового товарища Антона Батурского (конец XVII века): в зелёном поле щита три лягушки[7].

## Известные представители
- Батурины: Борис и Венедикт Мироновичи, Иван и Григорий Степановичи — стольники Петра I.
- Сергей Герасимович Батурин (1789—1856) — сенатор, генерал-лейтенант.